# 城中区 (台北市)
城中区（じょうちゅう-く）は中華民国（台湾）台北市にかつて存在した区。現在の中正区の一部に相当する。
1922年（大正11年）の町名改正で文武町、書院町、乃木町、栄町、大和町、京町、本町、表町、明石町、北門町、樺山町、幸町、東門町、旭町、末広町、寿町、築地町、浜町が行政区画内に設置された。1946年（民国35年）に上記地区が統合され城中区が設置された。1990年（民国79年）に城中区は古亭区と合併し中正区と再編された。